# Вахтанг I Гуриели
Вахтанг I Гуриели (груз. ვახტანგ I გურიელი; ум. 1587) — владетельный князь (мтавар) Гурии с 1583 по 1587 год. В период его правления Гурия представляла собой небольшое княжество, подчинённое мегрельскому князю Мамии IV Дадиани, который сверг с гурийского престола Георгия II Гуриели. Вахтанг I был одним из покровителей монастыря Шемокмеди, главного в Гурии, которому он оказывал материальную поддержку.

## Биография
Точная генеалогия Вахтанга I Гуриели плохо задокументирована. Хроника князя Вахушти Багратиони, служащая одним из главных источников по ранней новой истории Грузии, упоминает о нём как о «потомке Гуриели», не уточняя его происхождения. Современные Вахтангу I документы позволяют сделать предположение, что он мог быть сыном Ростома Гуриели и братом Георгия II Гуриели. Эта версия генеалогии Вахтанга I ныне является общепринятой в грузинской исторической науке. Согласно же мнению историка Кирилла Туманова он был сыном Георгия II Гуриели.
Вахтанг I был возведён на престол Гурии соседним правителем, мегрельским князем Мамией IV Дадиани, который в 1583 году вторгся в Гурию и изгнал оттуда своего шурина Георгия II Гуриели. До своего восшествия на княжеский престол Вахтанг владел феодом Кобулети. Георгий II Гуриели бежал в Константинополь, чтобы заручиться там поддержкой османов. Он был в контролируемой османами грузинской крепости Гонио в 1587 году, когда Вахтанг скончался, что позволило ему вернуть себе власть в Гурии с помощью османских властей.
Вахтанг I был похоронен в Преображенской церкви на территории монастыря Шемокмеди, в строительстве которой он принимал участие. В 1583 году он женился на Тамаре (род. 1561), дочери Кайхосро II Джакели, атабека Самцхе и бывшей жены дворянина Кайхосро Оравжандашвили. Овдовев, она вышла замуж за Манучара I Дадиани в 1592 году. У Вахтанга I был сын Кайхосро I (ум. 1660), князь Гурии в 1626—1658 годах.